# Al-Gear
Al-Gear (* 10. Oktober 1984 in Düsseldorf als Abdelkader Zorgani) ist ein deutscher Rapper, der vor allem durch Zusammenarbeiten mit dem Rapper Farid Bang bekannt wurde. Er hat algerische Wurzeln und besitzt sein eigenes Musiklabel Milfhunter Records.

## Leben
Abdelkader Zorgani wuchs im Düsseldorfer Stadtteil Oberbilk auf. Im Alter von elf Jahren ließen sich seine Eltern scheiden. Die Hauptschule verließ er ohne Abschluss und verbüßte nach eigenen Angaben mehrere Haftstrafen.
Erstmals musikalisch trat Zorgani 2008 mit einem Gastbeitrag auf dem Debütalbum Asphalt Massaka des Düsseldorfer Rappers Farid Bang in Erscheinung. Auch auf dessen zweitem Album Asphalt Massaka 2, das 2010 erschien, ist Zorgani mit zwei Gastauftritten zu hören. Im Jahr 2011 veröffentlichte der Rapper ein Video zum Lied Miststück, das eine Parodie des Songs Dreckstück von Bushido und Fler darstellt und mehr als vier Millionen Aufrufe bei YouTube erreichte. Nach einer Zusammenarbeit mit den Rappern Eko Fresh und Baba Saad erschien am 9. November 2012 Zorganis erstes Soloalbum Kein Feat. für Spastis, das keine Gastbeiträge anderer Künstler enthält und eine Woche lang Platz 52 der deutschen Charts belegte.
Nach Veröffentlichung seines Debütalbums über das Label Blackline Records kam es zu Streitigkeiten zwischen Zorgani und der Labelleitung, in deren Verlauf der Rapper das Label 2013 verließ. Anfang 2014 gründete er sein eigenes Label Milfhunter Records und nahm bald darauf den Rapper Capkekz als ersten Künstler unter Vertrag.
Am 23. Mai 2014 erschien Al-Gears zweites Soloalbum Wieder mal angeklagt, das Platz 8 in den deutschen Charts erreichte.
Sein drittes Soloalbum DVC wurde am 7. September 2018 veröffentlicht und stieg auf Rang 7 in die Charts ein.
Im September 2018 wurde bekannt, dass gegen Zorgani ein inzwischen rechtskräftiger Strafbefehl wegen Betruges ergangen ist. Der Rapper hatte demnach im Jahr 2014 mehrere Monate Sozialhilfe bezogen, obwohl er über Einkünfte von durchschnittlich 8.600 Euro pro Monat verfügte. Hierfür wurde er zu einer Geldstrafe in Höhe von 13.600 Euro (80 Tagessätze à 170 Euro) verurteilt.
Ein weiteres Mal musste sich Zorgani im November 2019 vor Gericht verantworten. Wegen Beleidigung eines Mitarbeiters des Düsseldorfer Ordnungsamtes wurde er zu sieben Monaten Bewährungsstrafe sowie einer Zahlung von 2400 Euro verurteilt. Da Zorgani vor Gericht glaubhaft machen konnte, dass er von der Musik nicht leben könne und immer wieder auf Geld von seiner Freundin angewiesen sei, wurde die Zahlung von 100-Euro-Raten vereinbart.

## Diskografie
Alben
- 2012: Kein Feat. für Spastis
- 2014: Wieder mal angeklagt
- 2018: DVC

Gastbeiträge
- 2008: Jüngste Tag auf Asphalt Massaka von Farid Bang (feat. Billy 13)
- 2009: Afrikaner auf Der Junge aus der Hood von Ado Kojo (feat. Farid Bang)
- 2010: Gangbanger 2 und Klick Klick Boom (feat. Capkekz) auf Asphalt Massaka 2 von Farid Bang
- 2010: Bulletproof auf Freezy Bumaye 2.0 – Es war alles meine Idee von Eko Fresh (feat. Farid Bang, Massiv & Beirut)
- 2011: Totschläger auf The Big Branx Theory von Hakan Abi (feat. Baba Saad)
- 2012: Converse Musik (Remix) von Farid Bang (feat. Young Buck, Massiv & L Nino)
- 2012: Chabos wissen wer der Babo ist (Remix) auf Blockplatin von Haftbefehl (feat. Milonair, Mosh36, Olexesh, Habesha, Abdi, Celo, Crackaveli, DOE, 60/60 & Veysel)
- 2013: In der Hood 2 auf Totgesagte leben länger von BTM Squad
- 2015: 24 Std (Remix) auf Kurwa von Schwesta Ewa (feat. Mosh36, Olexesh, MoTrip, DCVDNS, El Mouss & Emo33)
- 2015: I’m a Criminal, My Money und Von der Strasse ins Reich (feat. Massiv, El Mouss & Capital) auf Capoera von Capkekz
- 2015: Banger Imperium auf Asphalt Massaka 3 von Farid Bang (feat. KC Rebell, Summer Cem, Majoe & Jasko)
- 2015: AMG auf J.G.U.D.Z.S. – Jung genug um drauf zu scheissen von Kay One
- 2016: Nach oben auf Blut von Farid Bang (feat. Jasko)
- 2016: Rasieren auf Der Junge von damals von Kay One (feat. Nizar)
- 2017: AFD (Abschiebungs Anthem) auf 2ahltag: Riot von Bass Sultan Hengzt
- 2018: Sharmutas auf Aywa von Schwesta Ewa
- 2020: Kino auf Aaliyah von Schwesta Ewa

Musikvideos
- 2009: Grembranxshop Exclusive No. 2 (mit Farid Bang & Summer Cem)
- 2011: Miststück
- 2011: Milfhunter/Mach nicht diese (feat. Tekken Bugatti, Capkekz & Hakan Abi)
- 2012: Alltag
- 2012: Von Anfang bis Ende
- 2012: Düsseldorf
- 2012: Integration
- 2012: Chabos wissen wer der Babo ist (Remix) (von Haftbefehl feat. Milonair, Mosh36, Olexesh, Habesha, Abdi, Celo, Crackaveli, DOE, 60/60 & Veysel)
- 2013: In der Hood 2 (von BTM Squad)
- 2013: Weisst du was ich meine (mit Mosh36)
- 2014: Jeder kriegt was er verdient (2014 Version)
- 2014: Intro (Wieder mal angeklagt)
- 2014: Multikriminell (feat. Mosh36)
- 2014: Düsseldorf Remix (feat. Yay Rif, El Mouss, Noël, Alman G & Capital)
- 2014: Kriminell und Asozial (feat. Kollegah)
- 2014: My Money (von Capkekz)
- 2015: Von der Strasse ins Reich (von Capkekz feat. Capital & El Mouss)
- 2015: AMG (von Kay One)
- 2016: AFD (Abschiebungs Anthem) (mit Bass Sultan Hengzt) (Halt die Fresse Nr. 366)
- 2017: Don't Fuck with the Fucker
- 2018: Intro (DVC)
- 2018: Rille (feat. Kay One & Bass Sultan Hengzt)
- 2018: Multikriminell 2 (feat. Mosh36)
- 2019: Belesh
- 2020: Gummibärenmann